# Linia kolejowa Bytów – Miastko
Linia kolejowa Bytów – Miastko – współcześnie nieistniejąca jednotorowa linia kolejowa łącząca stację Bytów ze stacją Miastko.

## Historia
46-kilometrowa linia została oddana do użytku 23 listopada 1909 roku. Została zniszczona pod koniec II wojny światowej, rozebrana i wywieziona w głąb ZSRR. Ostatnie odcinki trasy zdemontowano w latach 50. XX wieku.
Zaprojektowany przez włoskiego architekta wiadukt kolejowy nad rzeką Studnicą, przypominający rzymskie akwedukty, stał się wizytówką Miastka pierwszej połowy XX wieku. Został on wysadzony w powietrze przez Niemców w lutym 1945 roku.

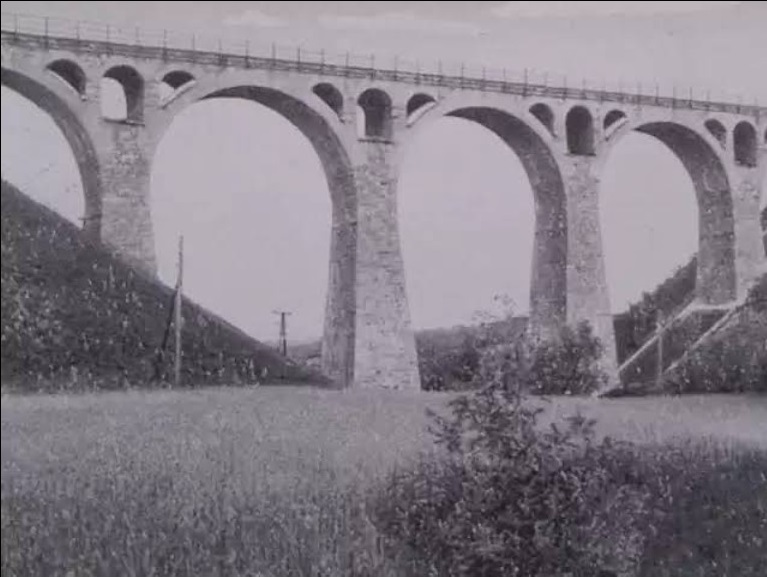
Stary most nad rzeką studnicą w Miastku

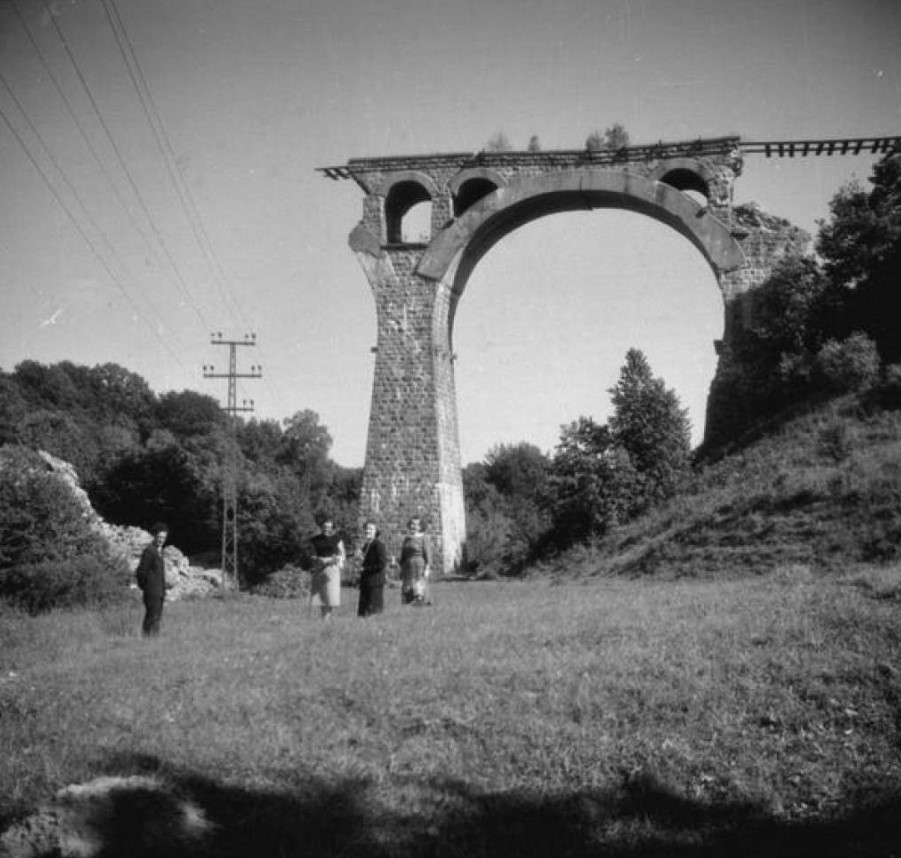
Ruiny starego mostu nad rzeką studnicą w Miastku